# Saint-Aubin-de-Crétot
Saint-Aubin-de-Crétot és un municipi francès situat al departament del Sena Marítim i a la regió de Normandia. L'any 2007 tenia 516 habitants.

## Demografia

### Població
El 2007 la població de fet de Saint-Aubin-de-Crétot era de 516 persones. Hi havia 188 famílies de les quals 28 eren unipersonals (24 homes vivint sols i 4 dones vivint soles), 60 parelles sense fills, 96 parelles amb fills i 4 famílies monoparentals amb fills.
La població ha evolucionat segons el següent gràfic:
Habitants censats

### Habitatges
El 2007 hi havia 194 habitatges, 189 eren l'habitatge principal de la família, 4 eren segones residències i 1 estava desocupat. 191 eren cases i 3 eren apartaments. Dels 189 habitatges principals, 163 estaven ocupats pels seus propietaris, 22 estaven llogats i ocupats pels llogaters i 4 estaven cedits a títol gratuït; 2 tenien una cambra, 5 en tenien dues, 12 en tenien tres, 61 en tenien quatre i 109 en tenien cinc o més. 142 habitatges disposaven pel capbaix d'una plaça de pàrquing. A 77 habitatges hi havia un automòbil i a 104 n'hi havia dos o més.

### Piràmide de població
La piràmide de població per edats i sexe el 2009 era:
| Homes | Edats   | Dones |
| ----- | ------- | ----- |
| 0     | 95 o +  | 4     |
| 0     | 90 a 94 | 0     |
| 4     | 85 a 89 | 4     |
| 0     | 80 a 84 | 0     |
| 0     | 75 a 79 | 4     |
| 8     | 70 a 74 | 4     |
| 8     | 65 a 69 | 8     |
| 4     | 60 a 64 | 12    |
| 0     | 55 a 59 | 4     |
| 16    | 50 a 54 | 8     |
| 16    | 45 a 49 | 12    |
| 20    | 40 a 44 | 12    |
| 20    | 35 a 39 | 20    |
| 24    | 30 a 34 | 32    |
| 24    | 25 a 29 | 20    |
| 12    | 20 a 24 | 0     |
| 40    | 15 a 19 | 20    |
| 16    | 10 a 14 | 20    |
| 24    | 5 a 9   | 20    |
| 20    | 0 a 4   | 20    |

## Economia
El 2007 la població en edat de treballar era de 370 persones, 273 eren actives i 97 eren inactives. De les 273 persones actives 249 estaven ocupades (142 homes i 107 dones) i 24 estaven aturades (8 homes i 16 dones). De les 97 persones inactives 34 estaven jubilades, 37 estaven estudiant i 26 estaven classificades com a «altres inactius».

### Ingressos
El 2009 a Saint-Aubin-de-Crétot hi havia 196 unitats fiscals que integraven 565,5 persones, la mediana anual d'ingressos fiscals per persona era de 19.143 €.

### Activitats econòmiques
Dels 10 establiments que hi havia el 2007, 4 eren d'empreses de construcció, 2 d'empreses de comerç i reparació d'automòbils, 2 d'empreses d'hostatgeria i restauració, 1 d'una empresa de serveis i 1 d'una empresa classificada com a «altres activitats de serveis».
Dels 5 establiments de servei als particulars que hi havia el 2009, 1 era un taller de reparació d'automòbils i de material agrícola, 2 paletes, 1 fusteria i 1 lampisteria.
L'any 2000 a Saint-Aubin-de-Crétot hi havia 7 explotacions agrícoles que ocupaven un total de 312 hectàrees.

## Equipaments sanitaris i escolars
El 2009 hi havia una escola elemental integrada dins d'un grup escolar amb les comunes properes formant una escola dispersa.

## Poblacions més properes
El següent diagrama mostra les poblacions més properes.